# Ботанічний сад (Париж)

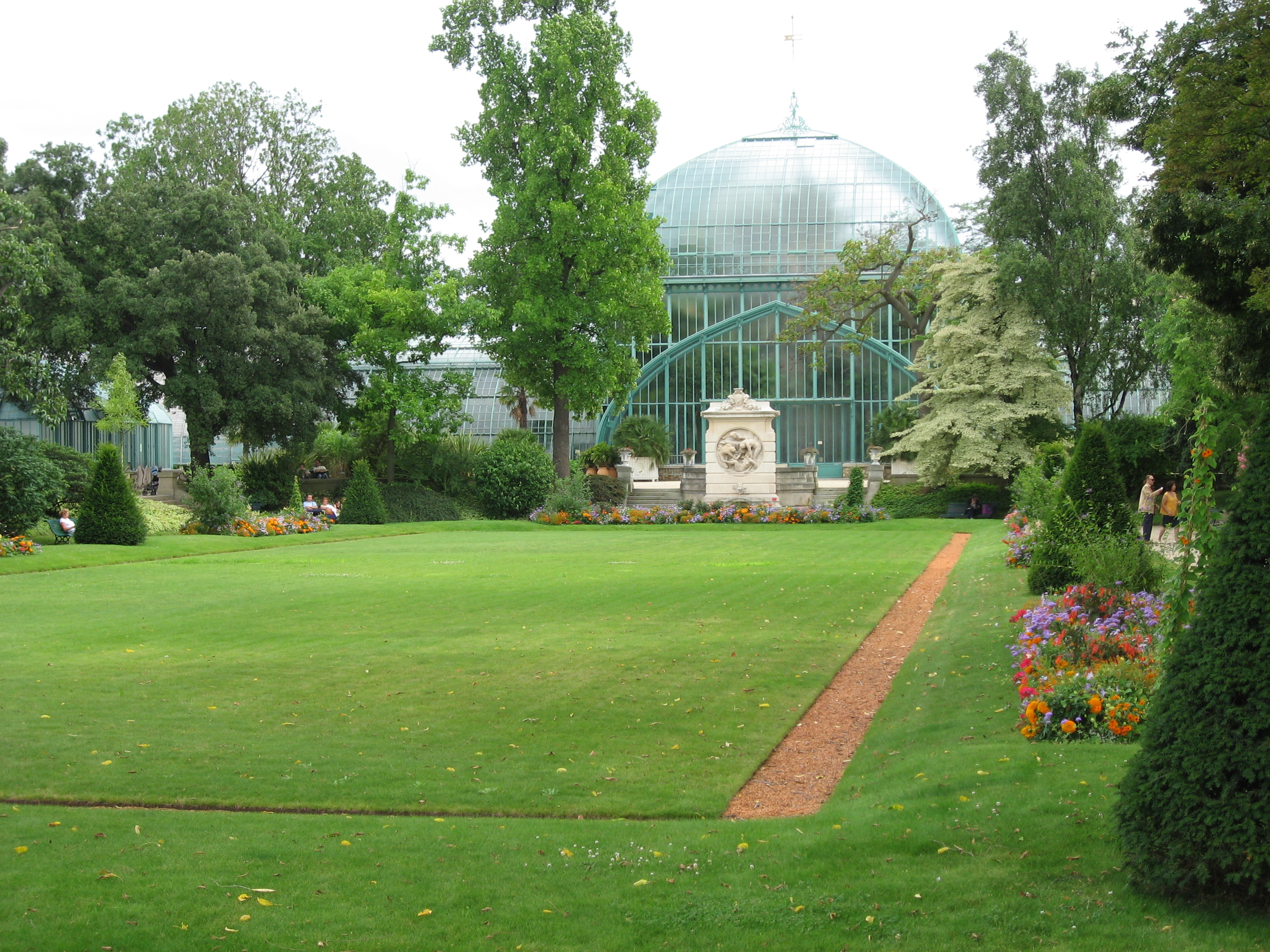
Отейський оранжерейний сад - складова Паризького ботанічного саду

Ботанічний сад Парижа (фр. Jardin botanique de la ville de Paris) складається з чотирьох ботанічних закладів загальною площею 87 га. Два парки розташовані в Булонському лісі, два інші — у Венсенському лісі.
- Парк Багатель у Булонському лісі ;
- Отейський оранжерейний сад в Булонскому лісі;
- Квітковий парк у Венсенському лісі ;
- Дендрарій школи в Брей (Breuil) у Венсенському лісі.